# ویرجین اکتیو
ویرجین اکتیو (انگلیسی: Virgin Active) شرکت سرگرمی بریتانیایی است، که در سال ۱۹۹۸ توسط ریچارد برانسون تأسیس شد.